# ویشوگرود
ویشوگرود (به لهستانی: Wyszogród) یک شهر در لهستان است که در گمینای ویشوگرود واقع شده‌است. ویشوگرود ۱۳٫۸۷ کیلومتر مربع مساحت و ۲٬۷۷۲ نفر جمعیت دارد.